# بانتو
بانتو نام یک قوم و خانوادهٔ زبانی در آفریقا است که بیش از ۴۰۰ گروه قومی را از کامرون تا آفریقای جنوبی در بر می‌گیرد. (در تمامی زبانهای بانتو، واژهَ بانتو به معنی انسان است)
مردمان بانتو گروهی قومی-زبانی از تقریباً ۴۰۰  گروه قومی مجزا  آفریقایی  هستند که به زبان‌های بانتو سخن می گ‌گویند. این زبان‌ها بومی ۲۴ کشور هستند که در منطقه وسیعی از آفریقای مرکزی  تا جنوب شرقی آسیا و تا آفریقای جنوبی پراکنده شده‌اند.
صدها زبان بانتو وجود دارد. بسته به تعریف "زبان" یا  "گویش"، تخمین زده می‌شود که بین ۴۴۰ تا ۶۸۰ زبان مجزا وجود داشته باشد. تعداد کل گویشوران صدها میلیون نفر است، که تقریبا ۳۵۰ میلیون نفر در اواسط دهه ۲۰۱۰ میلادی بوده است (تقریباً ۳۰٪ از جمعیت آفریقا، یا تقریبا ۵٪ از جمعیت کل جهان). 
تنها در جمهوری دموکراتیک کنگو حدود ۶۰ میلیون گویشور (۲۰۱۵)، که به حدود ۲۰۰ گروه قومی یا قبیله‌ای تقسیم می‌شوند، یافت می‌شوند.
جمعیت گروه‌های بانتوی بزرگ‌تر به چند میلیون نفر می‌رسد، به‌عنوان مثال، مردم رواندا، تانزانیا، اوگاندا، کنیا، بوروندی (۲۵ میلیون نفر)، مردم باگاندا  از اوگاندا (۵.۵ میلیون نفر از سال ۲۰۱۴)، مردم شونا از زیمبابوه (۱۷.۶ میلیون نفر از سال ۲۰۲۰)، مردم زولو از آفریقای جنوبی (۱۴.۲ میلیون نفرتا تاریخ ۲۰۱۶)، مردم لوبا از جمهوری دموکراتیک کنگو (۲۸.۸ میلیون نفر تا تاریخ ۲۰۱۰)، مردم سوکوما از تانزانیا (۱۰.۲ میلیون نفرتا تاریخ ۲۰۱۶)، مردم کیکویو از کنیا (۸.۱ میلیون نفر تا تاریخ ۲۰۱۹)، مردم قوم خوسا از آفریقای جنوبی (۹.۶ میلیون نفر از سال ۲۰۱۱)، و مردم پدی از آفریقای جنوبی (۷ میلیون نفر از سال ۲۰۱۸).

## تاریخ

### ریشه‌ها و گسترش
زبان‌های بانتو از زبان بازسازی شده‌ی نیا-بانتو به‌دست آمده‌اند که گمان می‌رود حدود ۴.۰۰۰ تا ۳.۰۰۰ سال پیش در غرب / مرکز آفریقا (منطقه‌ای به نام کامرون کنونی) صحبت می‌شده است. فرض می‌شود که آن‌ها در جریان گسترش بانتو نسبتا سریع، در سراسر آفریقای مرکزی، شرق و جنوب آفریقا پراکنده شده اند. این پراکندگی در حدود دو هزاره طول کشیده و در هزاره اول قبل از میلاد و هزاره اول پس از میلاد مسیح روی داده است.

### گسترش بانتو

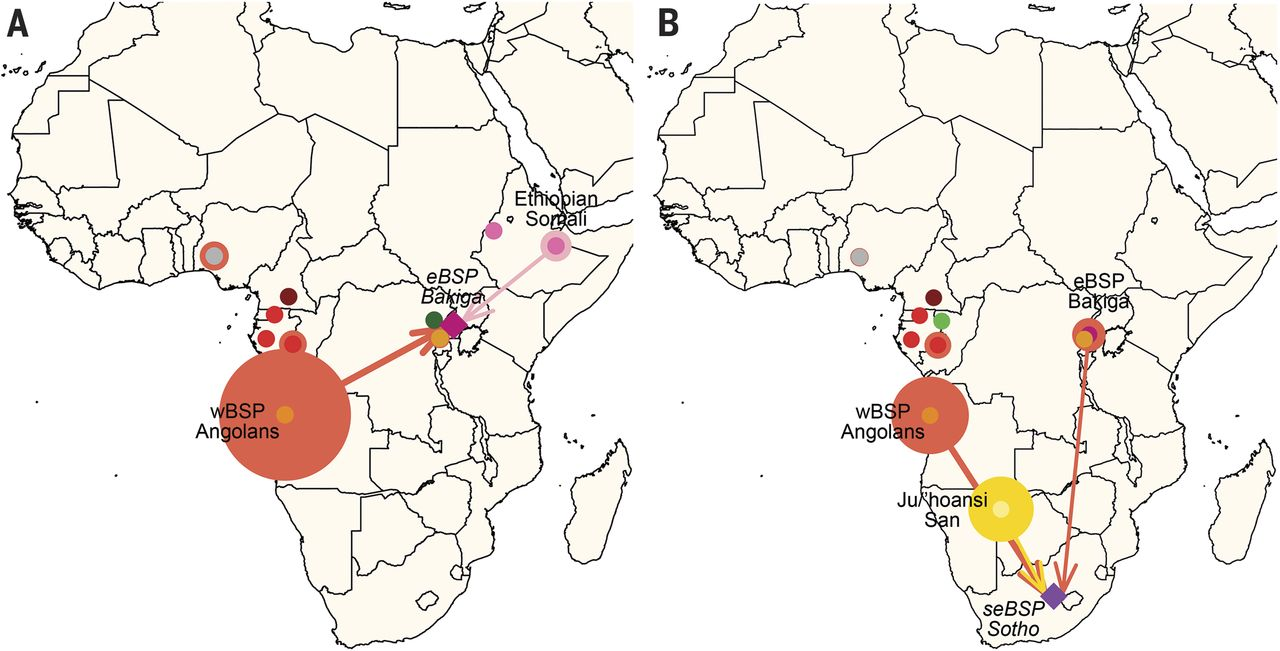
بازسازی گسترش محدوده بانتوزبانان در آفریقا.

دانشمندان انستیتو پاستور و CNRS، همراه با یک کنسرسیوم بین المللی گسترده، مسیرهای مهاجرتی مردمان بانتو را که قبلاً منبع بحث بود، بازسازی کردند. دانشمندان برای ردیابی گسترش بانتو از یک تجزیه و تحلیل ژنومی گسترده با بیش از ۲۰۰۰ نمونه گرفته شده از افراد در ۵۷ جمعیت در سراسر آفریقای جنوب صحرا استفاده کردند. در طول موج گسترش که از ۴۰۰۰ تا ۵۰۰۰ سال پیش آغاز شد، جمعیت‌های بانتوزبان - حدود ۳۱۰ میلیون نفر تا سال ۲۰۲۳ - به تدریج از سرزمین اصلی خود در آفریقای غربی-مرکزی جدا شدند و به مناطق شرقی و جنوبی این منطقه سفر کردند.

در طول گسترش بانتو، اقوام بانتوزبان بسیاری از ساکنان اولیه را نابود کرده یا آواره کردند. فقط تعداد کمی از مردم امروزی مانند اقوام پیگمی در آفریقای مرکزی، مردم هادزا در شمال تانزانیا و اقوام مختلف خویسان در سراسر آفریقای جنوبی تا آستانه تماس با اروپاییان بر جای مانده اند. 
شواهد باستان‌شناسی حضور آن‌ها را در مناطقی که پس از آن توسط سخنرانان بانتو اشغال شد، تایید می‌کند. محققان ثابت کرده‌اند که خویسان کالاهاری بقایای یک جمعیت عظیم اجدادی هستند که ممکن است پیش از گسترش بانتو پرجمعیت‌ترین گروه روی کره زمین بوده باشند.
استفان شوستر، زیست‌شناس از دانشگاه صنعتی نانیانگ در سنگاپور و همکارانش دریافتند که وقتی کشاورزان بانتو ۴۰۰۰ سال پیش در آفریقا گسترش یافتند، جمعیت خویسان شروع به کاهش شدید کرد. 
بر اساس گزارش سازمان ملل، خشونت و نژادپرستی بانتوها در برابر جمعیت‌های بومی پیگمی و خویسان هنوز هم در دوران امروزی وجود دارد.

## تاریخ پسین

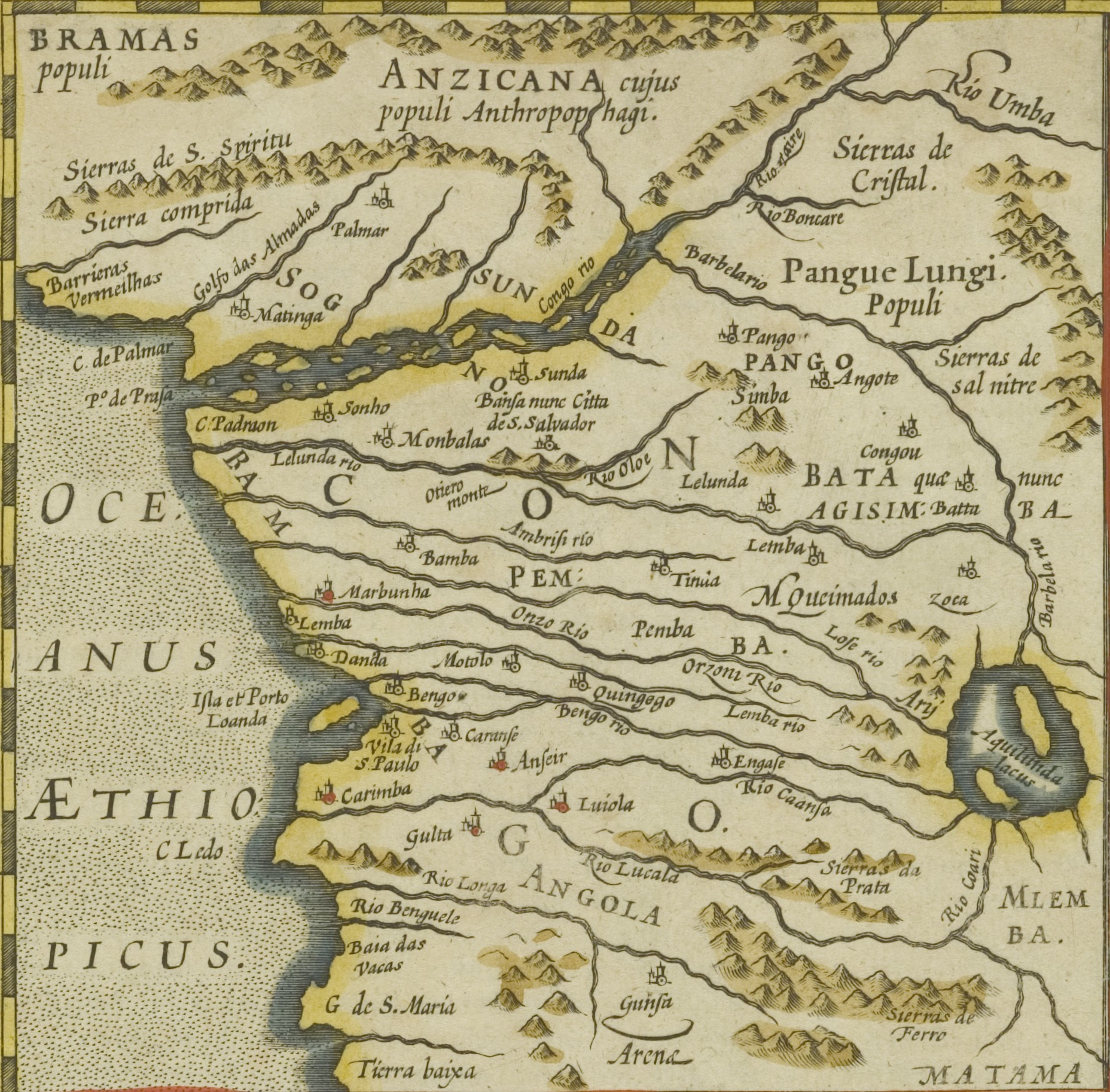
پادشاهی کنگو بانتو، حدود ۱۶۳۰

بین قرن های ۹ و ۱۵ میلادی، کشورهای بانتوزبان شروع به ظهور در منطقه دریاچه های بزرگ و در گرم‌دشت‌های جنوب جنگل‌های بارانی آفریقای مرکزی کردند. پادشاهان مونوموتاپا مجموعه زیمبابوه بزرگ را ساختند، تمدنی که اجداد مردم شونا هستند. از مکان‌های مشابه در جنوب آفریقا می‌توان به بومبوسی در زیمبابوه و مانییکنی در موزامبیک اشاره کرد.
از قرن دوازدهم به بعد، فرایند تشکیل حکومت در میان اقوام بانتو با فراوانی بیشتری افزایش یافت. این نتیجه چندین عامل بود، مانند تراکم بیشتر جمعیت (که منجر به تقسیمات تخصصی تر نیروی کار، از جمله قدرت نظامی، و در عین حال مهاجرت را دشوارتر می‌کرد)، پیشرفت‌های فنون در فعالیت‌های اقتصادی  و تکنیک‌های جدید در آداب سیاسی و معنوی خانواده شاهی  به عنوان منبع قدرت و سلامت ملی. نمونه‌هایی از چنین کشورهای بانتو عبارتند از: پادشاهی کنگو، پادشاهی آنزیکو، پادشاهی ندونگو، پادشاهی ماتامبا، پادشاهی کوبا، امپراتوری لندا، امپراتوری لوبا، امپراتوری باروتسه، پادشاهی کازیمبه، پادشاهی امبوندا، پادشاهی یکه، پادشاهی کاسانجه، امپراتوری کیتارا، بوتورو، بویو، بوگندا، Busoga، پادشاهی رواندا، پادشاهی بروندی، Ankole، پادشاهی Mpororo، پادشاهی ایگارا، پادشاهی Kooki، پادشاهی کاراگوه، کشورهای شهر سواحیلی، امپراتوری موتاپا، پادشاهی زولو، پادشاهی ندیبلی،Mthethwa Empire، ایالت شهرهای Kaditshwene، ماپونگوبوه، پادشاهی اسواتینی، پادشاهی بوتوا، Maravi، Danangombe، Khami، Naletale، پادشاهی زیمبابوه  و امپراتوری Rozvi.
در ناحیه ساحلی شرق آفریقا، یک جامعه مختلط بانتو از طریق تماس با بازرگانان مسلمان عرب و ایرانی توسعه یافت، زنگبار بخش مهمی از تجارت برده اقیانوس هند است. فرهنگ سواحلی که از این مبادلات پدید آمده است، بسیاری از تأثیرات عربی و اسلامی را نمایان می‌سازد که در فرهنگ سنتی بانتو دیده نمی‌شوند، همان‌طور که بسیاری از اعضای عرب آفریقایی مردم سواحلی نشان می‌دهند. زبان سواحیلی بانتو با تمرکز بر جوامع اصلی که در مناطق ساحلی زنگبار، کنیا و تانزانیا قرار داشتند - منطقه ساحلی‌ای که با عنوان سواحلی سواحل از آن یاد می‌شود- به دلیل این تعاملات شامل بسیاری از واژه‌های وامگیری شده از عربی و همچنین فارسی است. مهاجرت های بانتو و قرن ها بعد تجارت برده در اقیانوس هند، تأثیر بانتو را به ماداگاسکار رساند، مردم مالاگاسی رگه‌ای از اجداد بانتو را نشان می دهند، و زبان مالاگاسی وامواژه‌هایی از بانتو دارد.  در حدود قرن‌های هجدهم و نوزدهم، جریان بردگان زنگ از جنوب شرقی آفریقا با ظهور سلطان‌نشین زنگبار افزایش یافت. با ورود استعمارگران اروپایی، سلطان نشین زنگبار وارد رقابت و درگیری تجاری مستقیم با پرتغالی‌ها و دیگر اروپایی‌ها در طول سواحلی ساحل شد، که در نهایت منجر به سقوط سلطان‌نشین و پایان تجارت برده در سواحلی ساحل در اواسط قرن بیستم شد.